# 襄陽號驅逐艦
襄陽號驅逐艦（英語：Hsiang Yang，舷號：DD-901），為中華民國海軍的陽字號驅逐艦之一，為美援艦艇之一，前身為美國海軍艾倫·M·桑拿級布魯殊號驅逐艦，襄陽艦曾和美軍進行中美最後一次的水面艦艇聯合作戰演習，此外，襄陽軍艦也是三艘裝備37系統的陽字號之一。

## 艦歷
1944年7月30日，在伯利恆鋼鐵公司開工建造。
1969年12月9日美國將布魯殊號驅逐艦移交中華民國，翌年2月1日返國後正式成軍服役，舷號DD-1。
1977年4月襄陽軍艦納為62.2特遣支隊，擔負巡弋護航任務時接獲海軍總司令部密電，命令襄陽軍艦即刻返航，準備專送當時行政院院長蔣經國赴烏址巡視。
1980年間，舷號一度改為DD-986等; 但後又改為固定DD-901，1985年9月1日由於主機嚴重損壞，艦體也老舊不堪而除役。

## 歷任艦長
| 順序 | 姓名   | 軍銜 | 上任日期       | 卸任日期       |
| ---- | ------ | ---- | -------------- | -------------- |
| 1    | 李光儀 | 上校 | 1970年2月1日   | 1971年6月30日  |
| 2    | 翁國樑 | 上校 | 1971年11月19日 | 1973年1月16日  |
| 3    | 許志傑 | 上校 | 1973年1月16日  | 1973年8月1日   |
| 4    | 黃瑞芳 | 上校 | 1973年8月1日   | 1974年12月15日 |
| 5    | 羅海賢 | 上校 | 1974年12月15日 | 1976年6月30日  |
| 6    | 董杭生 | 上校 | 1976年6月30日  | 1978年2月27日  |
| 7    | 葉可蔚 | 上校 | 1978年2月27日  | 1979年12月4日  |
| 8    | 孫華本 | 上校 | 1979年12月4日  | 1981年6月15日  |
| 9    | 江鶩   | 上校 | 1981年6月15日  | 1982年11月30日 |
| 10   | 郭充豐 | 上校 | 1982年11月30日 | 1984年4月2日   |
| 11   | 吳軍梁 | 上校 | 1984年4月2日   | 1984年7月1日   |

## 其他條目
- 中華民國海軍艦艇列表

## 資料來源
1. ↑  . 海軍歷史文物數位典藏計畫.   [2020年1月18日]. （原始内容存档于2020年8月7日） （中文）.
2. ↑  .   [2020年1月18日]. （原始内容存档于2018年6月30日） （中文）.

## 外部連結
- 中國軍艦博物館 台灣廳（页面存档备份，存于）